# Wenhagen
Wenhagen ist als Teil der ehemals selbstständigen Gemeinde Sundwig seit den preußischen Gebietsreformen 1929 ein Ortsteil der Gemeinde, seit 1936 der Stadt Hemer in Nordrhein-Westfalen.
Wenhagen liegt zwischen den Ortschaften Sundwig im Norden und Westen sowie Dieken im Osten. Im Süden grenzt die Siedlung an den Balver Wald.
Wirtschaftlich wird Wenhagen durch mittelständische Industrieunternehmen bestimmt. So liegt etwa das Sundwiger Messingwerk innerhalb dieser Ortschaft.